# Авакянц, Артур Сергеевич
Артур Авакянц (род. 30 сентября 1972, Мартуни, Шамхорский район)[уточнить] — советский и казахстанский футболист, казахстанский футбольный судья, казахстанский футбольный тренер.

## Биография
Воспитанник Уральской школы футбола. Играл во второй (1989) и второй низшей (1990) лигах СССР, высшем (1992—1994, 1996—2001, 2003—2004, 2010) и втором по значимости (1995, 1997, 2002, 2008—2009) дивизионах Казахстана за казахстанские клубы «Уралец»/«Нарын»/«Акжайык» Уральск (1989—1995, 1997—1998, 2002—2004, 2008—2010), «Кайсар» Уральск (1996—1997, 1999—2001), «Жетысу» Талдыкорган (1999), «Каспий» Актау (2004).
В 2006—2008 годах судил матчи чемпионата и Кубка Казахстана.
Тренерскую деятельность начал в ДЮСШ № 4 города Уральска. В период с 2011 по 2020 год находился в тренерском штабе «Акжайыка», несколько раз исполнял обязанности главного тренера, в 2019—2020 годах — главный тренер. В 2021 году — тренер по физподготовке команды второй лиги «Атырау» U-21. С марта по сентябрь 2022 года — главный тренер команды первой лиги Казахстана «Игилик» Каратау.
С сентября 2022 года в сезоне 2022/23 был главным тренером подмосковного клуба Второй лиги России «Пересвет».
В январе 2024 года было объявлено о том, что Артур Авакянц стал помощником Игоря Колыванова в ивановском «Текстильщике». 28 марта после ухода специалиста из клуба он был назначен исполняющим обязанности наставника красно-черных на ближайший гостевой матч против дзержинского «Химика».